# 441 a. C.
El año 441 a. C. fue un año del calendario romano prejuliano. En el Imperio romano se conocía como el Año del consulado de Fuso y Craso (o, menos frecuentemente, año 313 Ab urbe condita). 

## Acontecimientos
- Rebelión de la isla de Samos contra la hegemonía ateniense.
- Pericles vence en la batalla naval de la isla Tragia a la flota samnia al mando del filósofo Meliso, e inicia el sitio de Samos.
- Zhou ai wang se convierte en Rey de la Dynastía Zhou de China, pero muere antes de finalizar el año. Es sucedido por Zhou si wang.
- Fecha aproximada de la Antígona, de Sófocles

## Fallecimientos
- Zhou ai wang, Rey de la Dinastía Zhou de China.

- Datos: Q234476